# Arhipelagul Los Monjes
Arhipelagul Los Monjes, este o dependență federală, care aparține de Venezuela, sunt situate la nord-vest de Golful Venezuela, 34.8 km în largul coastei de Guajira Peninsula, la granița dintre Columbia și Venezuela, statul Zulia.
Insulele constau din roci care apar abrupt din mare, fără nici o plajă sau loc de aterizare natural. Marina venezuelană menține o bază pe Monajes El Sur, unde a construit un dig. Insulele nu au resurse naturale și trebuie să fie aduse de pe continent. Pescuitul este domeniul principal de activitate în jurul insulelor, de obicei, de către nave de pescuit care fac călătoria scurtă din Peninsula Paraguaná în Venezuela.
Există trei insule sau grupuri de insule, cu o suprafață totală de 0,2km ²:
- Monjes del Sur (12° 22'N 70° 54'W) constă din două insule mai mari, conectate printr-un baraj artificial. Insula mai la sud dintre cele două insule ajunge la o înălțime de 70 m și are un far.
- Monje del Este (12° 24'N 70° 51'W), este o stâncă mică de 5,3km la nord-est de Monjes del Sur, care ajunge la o înălțime de 43 m.
- Monjes del Norte (12° 30'N 70° 55'W), este de 12.3 km NNE de Monjes del Este, și constă din cinci stânci mici, cea mai mare dintre care cinci ajunge la o înălțime de 41 m.